# آدم دوفال
آدم دوفال (بالإنجليزية: Adam Duvall) هو لاعب كرة قاعدة أمريكي، ولد في 4 سبتمبر 1988 في لويفيل في الولايات المتحدة.

## وصلات خارجية
- آدم دوفال على موقع دوري كرة القاعدة الرئيسي (الإنجليزية)
- آدم دوفال على موقعبيزبول رفرنس.كوم (الدوري الرئيسي) (الإنجليزية)
- آدم دوفال على موقعبيزبول رفرنس.كوم (الدوري الثانوي) (الإنجليزية)
- آدم دوفال على موقع إي إس بي إن.كوم (أم.أل.بي) (الإنجليزية)
- آدم دوفال على موقع مشجعي الرسوم البيانية (الإنجليزية)